# Parasitisme
Indenfor evolutionær økologi er parasitisme et symbiotisk forhold mellem to arter, hvor en organisme, parasitten, lever på eller i en anden organisme værten, forårsager værten en form for skade, og er tilpasset strukturelt til dette liv.